# Jimmy Duquennoy
Jimmy Duquennoy (* 9. Juni 1995 in Tournai, Belgien; † 5. Oktober 2018 in Wez-Velvain, Gemeinde Brunehaut, Belgien) war ein belgischer Radrennfahrer und fuhr zuletzt für das Team WB Aqua Protect Veranclassic.

## Sportliche Laufbahn
Im Jahr 2014 startete Jimmy Duquennoy, 19-jährig, im Radsportclub Ottignies-Perwez seine Karriere. Im August desselben Jahres belegte er den 8. Platz in der belgischen Straßenmeisterschaft. Belgischer Meister wurde in diesem Jahr Jef Van Meirhaeghe. Beim Grand Prix Criquielion belegte Duquennoy den 26. Platz.
Für die Saison 2015 schloss sich Jimmy Duquennoy dem Team Color Code-Aquality Protect an. In dieser Saison zeichnete er sich durch die Teilnahme an zahlreichen Rennen aus und gewann bei belgischen Regionalveranstaltungen fünf Podestplätze. Er verpasste auch zweimal knapp die „Top 10“ mit einem 11. Platz in der belgischen Straßenmeisterschaft und dem 11. Platz beim Gooikse Pijl.

## Herzinfarkt
Am 3. Oktober 2018 startete Jimmy Duquennoy beim Sparkassen Münsterland GIRO in Deutschland, musste jedoch das Rennen vorzeitig abbrechen. Auf der Heimreise nach Belgien sei noch alles in Ordnung gewesen, sagte später der Sportdirektor seines Teams, Frédéric Amorison, in einem Interview. Zwei Tage später, am Abend des 5. Oktober 2018, verstarb der 23-Jährige in seiner Wohnung in Wez-Velvain, nahe der Stadt Tournai, an einem Herzstillstand. Duquennoy war nach Michael Goolaerts schon der zweite aktive belgische Radrennfahrer, der im Jahr 2018 an einem Herzinfarkt verstarb. Goolaerts hatte beim Rennen Paris–Roubaix einen Herzstillstand erlitten und war gestürzt. Er starb in den Abendstunden des 8. April 2018, ebenfalls 23-jährig, im Krankenhaus von Lille.